# Seriografo
Il seriografo è un dispositivo che permette di effettuare diverse esposizioni radiografiche su un'unica pellicola. Consente anche di fare radiografie su pieno formato (panoramiche).
Viene usato per esami che richiedono più fotogrammi in successione e a intervalli brevi l'uno dall'altro. In particolare, si usa per studiare lo stomaco e l'esofago.

## Tipologia
Il seriografo è un accessorio che, a seconda dell'apparecchio radiografico utilizzato, può trovarsi al di sopra del piano che porta il paziente (nei tavoli ribaltabili convenzionali) o al di sotto (nei piani telecomandati).
È costituito da un telaio metallico portante e al suo interno:
- un carrello portacassette (con meccanismo di spostamento);
- schermo fluoroscopico (per la scopia);
- cristallo anti raggi X (piastra piombata);
- griglia antidiffusione;

all'esterno verso il paziente c'è un localizzatore del fascio (con un'apertura e un limitatore di campo di piombo). Nell'apertura può essere presente un compressore per permettere la compressione dell'addome e migliorare la visualizzazione dello stomaco.
Il seriografo è collegato al complesso radiogeno che sta sotto al piano del paziente. I movimenti possono essere motorizzati o manuali a seconda del seriografo e possono essere longitudinali e/o trasversali. I raggi X sono localizzati da un diaframma, perfettamente centrato sul campo del seriografo.
I formati solitamente sono: 13×18, 18×24, 24×30, 30×30, 35×35, che si dividono da 2 a 6 volte. 
L'intensificatore di brillanza ha sostituito lo schermo fluorescente.
Con l'avvento della radiografia digitale, la meccanica dei seriografi è stata largamente superata e attualmente le immagini seriate si ottengono mediante seriografi a controllo completamente computerizzato.